# Edward Carson
Edward Henry Carson, Baron Carson PC, PC (Ire.), Kt, QC (1854. február 9., Dublin, Írország – 1935. október 22., Minster, Kent) (gyakori megnevezése még Lord Carson vagy Sir Edward Carson) ír törvényszéki képviselő, bíró, politikus, az Ír Unionista Szövetség és az Ulsteri Unionista Párt vezetője volt 1910 és 1921 között, több alkalommal volt az Egyesült Királyság kormányának tagja, királyi fellebbviteli bíró. Carson politikai jelentőségét tükrözi, hogy azon kevés politikusok közé tartozik, akit állami tiszteletadás mellett temettek el. Még életében felállították életnagyságúnál nagyobb szobrát az északír parlament épülete előtt, ami jól tükrözi azt a korabeli felfogást, miszerint Észak-Írország megalakítása Carson érdeme volt.

## Élete

### Fiatalkora, tanulmányai
1854. február 9-én született az akkor még egyesült Írország fővárosában, Dublinban. Családja skót eredetű volt, nagyapja 1815-ben költözött Dumfriesből Dublinba. A jómódú család az protestáns ír közösség tagja volt, apja építész volt. Anyja, Isabella Lambert, egy ősi angol-ír család, a Galway megyei Castle Ellen-ben székelő Lambertek sarja volt. Carson az iskolai szünidőket gyakran töltötte Castle Ellen-ben nagybátyjával. Öt testvére volt (három fiú és két lány).
Tanulmányait a dublini Wesley College-ban és a Trinity College-ban végezte, ahol jogot hallgatott, a College Historical Society nevű vitakör aktív tagja volt. Egyetemi évei alatt a hurlingcsapatban sportolt.

### Magánélete
Carson élete során kétszer házasodott, először 1879-ben. Első felesége, Annette Kirwan Galway megyéből származott, apja H. Pesse Kirwan volt, a Királyi Ír Rendőrség (Royal Irish Constabulary) nyugalmazott megyei főfelügyelője. Carson és Annette Kirwan házasságából négy gyermek született:
- William Henry Lambert Carson
- Aileen Carson
- Gladys Isobel Carson
- Walter Seymour Carson

Az első Lady Carson 1913. április 6-án hunyt el. Második felesége Ruby Frewen volt, akivel 1914. szeptember 17-én házasodtak össze (ekkor Ruby 29 éves volt, míg Carson 60). Carson második házasságából egy gyermeke született, Edward Carson, aki 1940-ben a brit parlament egyik legfiatalabb képviselője lett.

### Pályafutása

#### Törvényszéki pályafutása
1877-ben tette le a King's Inns ügyvédi kamara felvételi vizsgáját és meghívták a jogászkollégiumba. Hamarosan tanúbizonyságot tett kiváló jogi képességeiről és hírnevet szerzett, mint kiváló ügyvéd, kora egyik legjobbjának tartották. A tárgyalások során, jogi tudása és szónoki képességei révén, mestere volt annak, hogy az esküdtszéket a maga oldalára állítsa. Képességei elismeréseként 1889-ben kinevezték a királynő jogtanácsosának (Queen's Counsel, QC: tiszteletbeli cím az angol jogi rendszerben).

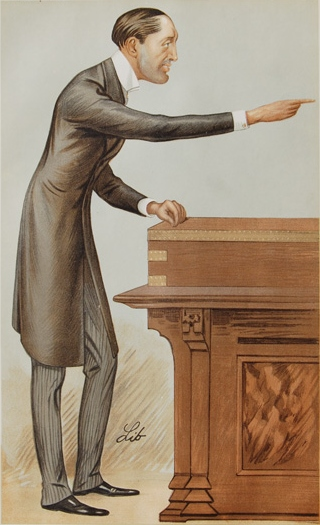
Egy 1893-as karikatúra a Vanity Fair magazinból: Mr. Edward H. Carson felszólal a parlamentben.

1895-ben Carsont felkérte Queensberry márkija, hogy lássa el védelmét az Oscar Wilde által indított rágalmazási perben. A márki ugyanis, akit felháborított fia, Lord Alfred Douglas és Wilde nyílt homoszexuális kapcsolata, Wilde klubjában hagyta névjegyét, amelyen „pózoló szomdomitának” nevezte. Ekkor Wilde pert indított ellene, mivel a hatályos törvények értelmében a homoszexualitás bűncselekménynek számított.
Carson állítólag kezdetben elutasította a felkérést. Később, amikor rájött, hogy Queensberry márkija igazat mondott és az ellene indított per hamis vádakon alapul, elvállalta a védelmet.
Carson és Wilde ismerték egymást a dublini Trinity College-ből és amikor utóbbi meghallotta, hogy Carson elvállalta a márki felkérését, megjegyezte: „Nincs kétségem, hogy egy régi barát minden keserűségével fog eljárni az ügyben”. Valóban, Carson mindent megtett annak érdekében, hogy bizonyítsa ügyfele igazát és lerombolja Wilde-t, akit morálisan züllött, elfajult hedonistának állított be és aki bőkezű ajándékokkal, valamint a bohém művészi életstílus ígéretével csábított el ártatlan ifjakat és vette rá őket a homoszexualitásra. Wilde műveit erkölcsileg visszataszítónak állította be, amelyek csak a fiatalság korrumpálására jók. Queensberry márki jelentős összegeket költött magándetektívekre, akik alaposan utánajártak Wilde kapcsolatainak a londoni homoszexuális klubokban és bordélyházakban.
Carson a tárgyalást nyitó beszédében feltárta, hogy több olyan férfi prostituáltat tervez tanúként megidézni, akik eskü alatt vallják, hogy Wilde-vel közösültek. Amennyiben ezt a bíróság elfogadja, a vád megdőlt volna, mert a rágalmazás valójában igaz lett volna. Wilde ezért elállt a per folytatásától, de problémáinak nem lett vége: a bíróság arra kötelezte, hogy térítse meg Queensberry márki jogi költségeit, amelyek igen tetemes összegre rúgtak: Carson díja mellett a magándetektíveket is neki kellett kifizetni és végül csődbe ment.
A magándetektívek által feltárt bizonyítékok és saját vallomása alapján a tárgyalás után Wilde-t azonnal letartóztatták és szeméremsértésért vádat emeltek ellene. Miután bűnösnek találták, két évi fegyházra és kényszermunkára ítélték. Szabadulása után Franciaországba menekült és ott halt meg.
1908-ban elvállalta a londoni Evening Standard napilap védelmét, ami ellen George Cadbury indított rágalmazási pert. A Standard-ot unionista csoportok felügyelték, amelyek támogatták a Brit Birodalom határain felállítandó védővámok rendszerét (az ún. Imperial preference rendszere), míg a gyártulajdonos Cadbury a lilberális nézeteket képviselte és a szabadkereskedelem támogatója volt. A Standard egyik cikkében azt állította, hogy a Cadbury Bros Ltd. Bros Ltd. csokoládégyár vezetése, amely Angliában mintaszerű munkaadónak állította be magát és Birmingham mellett egy saját kis település hozott létre a gyár dolgozóinak, tudott arról, hogy a portugál fennhatóság alatt álló São Tomé szigeten, ahonnan a gyár a legtöbb kakaót vásárolta, rabszolgákat dolgoztatnak (a rabszolgaság az Egyesült Királyságban illegális volt).
A cikk állítása szerint George Cadbury fia, William 1901-ben São Tomé-ra utazott és saját szemével látta a rabszolgákat, de ennek ellenére a Cadbury család úgy döntött, hogy továbbra is innen veszik a kakaót, mivel sokkal olcsóbban lehetett hozzájutni, mint a brit fennhatóság alatt álló Aranypartról, ahol tilos volt rabszolgákat dolgoztatni és a munkakörülményeket, így a béreket is, a brit Gyarmati Iroda felügyelte. A Standard lényegében azt állította, hogy a Cadbury család tudatában volt a rabszolgamunkának, de az alacsony ár miatt figyelmen kívül hagyták azt. A per nagy visszhangot kapott, mert Carson és az unionisták úgy állították be, mint ami jól megmutatja a szabadkereskedelem alapvető erkölcstelenségét. A pert végül Cadbury nyerte meg, de a bíróság csak egy farthing (negyed penny kártérítésre kötelezte a Standard-ot és ezt Carson nagy győzelmének könyvelték el.

#### Politikai pályafutása

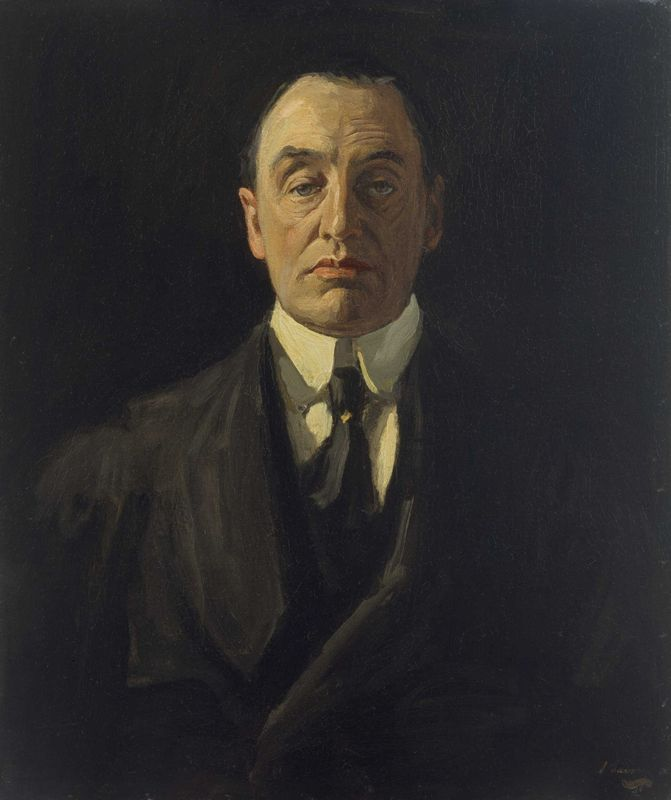
John Lavery festménye, 1916

Carson 1892-ben kezdett politizálni, amikor június 20-án helyettes államügyésznek nevezték ki Írországban annak ellenére, hogy még nem volt a képviselőház tagja. Az 1892-es választásokon a dublini egyetemi választókörzetben indult unionistaként és bekerült a parlamentbe annak ellenére, hogy az Unionista Párt elvesztette a választásokat.
Képviselősége alatt sem adta fel törvényszéki karrierjét és 1893-ban tagja lett az angol Middle Temple ügyvédi kamarának, egyben jogosultságot kapott arra, hogy az Egyesült Királyságban praktizáljon. Ettől kezdve leginkább Londonban dolgozott. 1896-ban bekerült az uralkodó írországi titkos tanácsába (Privy Council for Ireland, PC (Ire.)).
1900. május 7-én Anglia és Wales helyettes államügyészévé nevezték ki, ezzel tagja lett a brit kormánynak is és megkapta a hivatalával járó (ex officio) lovagi rangot. Ezt a tisztséget egészen 1905-ig töltötte be, amikor a konzervatív párti kormány lemondásra kényszerült. Kárpótlásul Carsont beiktatták az uralkodó titkos tanácsába (Privy Council, PC).

#### Unionizmus
Carson származásánál és vallásánál fogva is Nagy-Britannia és Írország egységének elkötelezett híve, unionista volt. 19 éves korában lépett be az Orániai Rendbe, bár később megcsömörlött az ulsteri unionisták stílusától és az Orániai Rend kultúrájától. Egy alkalommal azt mondta, hogy beszédeik „egy múmia kitekerésére emlékeztetnek: csupa ócska rongy és régi csont”.
1911-ben a liberális többségű brit alsóházban megszavazott parlamenti törvény (Parliament Act 1911) megszüntette a Lordok Háza vétójogát, és fennállt a veszélye annak, hogy a brit parlament elfogadja Írország önrendelkezéséről határozó törvényt (a Home Rule Bill), amelyet a konzervatív többségű felsőház ekkor már nem tudott volna leszavazni. Carson energikus politikai kampányt indított a Home Rule Bill ellen, felszólalt a parlamentben és tömeggyűléseket szervezett Írországban is. Egy alkalommal egy 50 000-es tömeg előtt azt mondta, hogy „az ulsteri protestáns tartomány ideiglenes kormányának készen kell állnia arra az esetre, ha a Home Rull Bill életbe lép”.
Carson volt az egyik megalkotója és 1912. szeptember 28-án az első aláírója az Ulsteri Egyezménynek, amelynek aláírói vállalták, hogy minden eszközzel ellenállnak a Home Rule Billnek. A „minden eszközzel” fenyegetés akkor vált veszélyessé, amikor Carson megalapította az Ulsteri Önkénteseket, az első lojalista szervezetet, amiből később az Ulsteri Önkéntes Haderő (Ulster Volunteer Force, UVF) nevű agresszív katolikusellenes félkatonai szervezet lett. Az UVF hivatalosan 1913 januárjában alakult meg és hamarosan egy nagy fegyverszállítmányt kapott Németországból, amely az első világháború előestéjén érdekelt volt az Egyesült Királyságot megosztó politikai feszültségek szításában és örömmel szállított fegyvert az ír nacionalistáknak is, közöttük a Home Rule Billt támogató Ír Önkénteseknek, a később IRA elődeinek.
A Home Rule Billt végül 1914. május 25-én fogadta el a brit parlament alsóháza és az 1911-es törvény értelmében már nem volt szükség a Lordok Háza jóváhagyására, csak a király aláírása hiányzott, hogy életbe lépjen. Az ulsteri unionisták szervezkedésétől tartva és hogy betartassák a törvényt, Herbert Asquith liberális kormánya csapatokat készült küldeni Ulsterbe, amely a brit katonák lázadásához vezetett (Curragh-incidens). A szemben álló félkatonai szervezetek fegyverkezésének köszönhetően Írország a polgárháború küszöbére került, éppen akkor, amikor már világosan látszott, hogy Európában kitör a nagy háború, és ezért a Home Rule Bill bevezetését a háború végéig elhalasztották. Carson ekkor bejelentette, hogy a brit háborús erőfeszítések támogatására hivatásos katonai alakulatot szervez az UVF-ből amely az Ulsteri 36. hadosztály néven meg is alakult.
Egy későbbi életrajzírója így jellemezte Carson szerepét az 1914-es eseményekben, amelyek igen ellentmondásos figurává tették:
" Feltétel nélküli volt az elkötelezettsége, mind az ulsteri unionizmushoz, mind az egyre növekvő szélsőségességhez. Carson és helyettese, Craig megfegyelmezték és megszervezték követőiket, terveket készítettek az ideiglenes kormány létrehozására, ha életbe lép a törvény, amelynek végrehajtását az Ulsteri Önkéntes Haderőnek kellett megakadályozni, amelyet illegális fegyvercsempészet révén szereltek fel. Carsont ez teszi ellentmondásossá, hogy látszólag a legvégsőkig elment volna ellenállásában, akár a polgárháborút is megkockáztatta volna."
1915. május 25-én Asquith államügyésszé nevezte ki Carsont, miután a liberális kormány megbukott a háború első éveit jellemző hadianyag-utánpótlási problémák miatt és koalíciós kormányt kellett alakítania. Carson azonban október 19-én lemondott, mert ellenezte a kormány politikáját a Balkánon vívott hadjárattal. Mivel a parlamenti pártok közül csak az Ír Nacionalista Párt nem vett részt Asquith liberális-konzervatív-munkáspárti kormányában, de hallgatólagosan támogatta azt, Carson és a köré tömörülő unionisták csoportja lett a koalíciós kormány nem hivatalos ellenzéke.
Amikor Asquit 1916-ban lemondott a miniszterelnöki tisztségről, Carson ismét kormányzati poszthoz jutott: 1916. december 10-én kinevezték az Admiralitás első lordjának, lényegében a Brit Királyi Haditengerészet első számú politikai vezetőjének, 1917. július 17-én pedig tárca nélküli miniszteri megbízást kapott.
1917-ben, amikor először merült fel a háború utáni rendezés és a Népszövetség megalapításának kérdése, Carson élesen bírálta a tervet:

„Beszélhettek nekem szerződésekről, beszélhettek nekem Népszövetségről! Minden európai nagyhatalom szerződésben vállalta, hogy tiszteletben tartja Belgium semlegességét. Ez volt a Népszövetség, de csődöt mondott.”

1918-ban a brit kormány elhatározta, hogy bevezetik a sorkötelességet írországban, és hogy ezt elfogadhatóvá tegyék, döntöttek az ír önkormányzat bevezetéséről (a már elfogadott Home Rull Bill végrehajtásáról). Carson továbbra is ellenezte a tervet és január 21-én lemondott kormányzati tisztségéről. Az 1918-as ír országos választásokon már nem Dublinban, hanem a Belfast Duncairn választókerületben indult és innen került be ismét a parlamentbe.
Ott továbbra is az unionista politikusok élén állt, de amikor 1920-ban a kormány a parlament elé terjesztette az Írország kormányzásáról szóló törvénytervezetet (Government of Ireland Act 1920), már azt javasolta pártjának, hogy az egyetlen elérhető kompromisszumként igyekezzenek a hat északi (protestáns többségű) megyét kivonni a tervezet hatálya alól. Bár korábban az Írország felosztásával járó megoldást elvetette, most támogatásával mégis elfogadták és megalakult az északír parlament.
1921 januárjában Londonban találkozott Michael O'Flanagan-el és James O'Connorral, hogy közösen próbáljanak meg véget vetni az 1919-ben kitört angol-ír háborúnak (más néven ír függetlenségi háborúnak). Bár ez a kezdeményezés sikertelen volt, 1921 júliusában fegyverszünetet kötöttek a szemben álló felek és 1921 decemberében aláírták az Angol-ír Szerződést, amely lényegében elismerte az ír (katolikus) köztársaság függetlenségét és véglegesítette a sziget megosztottságát.
Carson ezután kiállt az északi katolikus lakosság mellett és ismételten figyelmeztette az unionista vezetőket, hogy ne idegenítsék el maguktól a katolikus kisebbséget:

„Azt szoktuk mondani, hogy nem lehet megbízni a Dublinban székelő ír parlamentben, hogy tiszteletben tartsa a protestáns kisebbség jogait. Vigyázzunk most arra, hogy ezt ne lehessen a mi parlamentünk ellen felhozni, és már kezdetektől ügyeljünk arra, hogy a katolikus kisebbségnek ne legyen oka félni a protestáns többségtől.”

Figyelmeztetései azonban hiábavalóknak bizonyultak.
Bár az unionisták felkérték Carson, hogy az Írország felosztása után megrendezett első választáson vezesse a pártot és legyen Észak-Írország első miniszterelnöke, északír választói bázis hiányában Carsonnak vissza kellett utasítania a felkérést és 1921. február 4-én lemondott pártelnöki tisztségéről.
1921. május 24-én a brit legfelsőbb bíróság tagjának nevezték ki (a hét Lords of Appeal in Ordinary a parlament felsőházában foglalt helyet). 1921. június 1-jén főnemesi (bárói) rangot kapott, ettől fogva jogosult volt a Baron Carson címre, illetve a Lord Carson megszólításra.

#### Élete végén
1929 októberében vonult nyugdíjba és Angliában telepedett le, a Thanet szigetén Minster település közelében vásárolt, Anna királynő-korabeli házában. 1932 júliusában látogatást tett Belfastban, amikor leleplezték életnagyságúnál nagyobb szobrát a stromonti parlament épülete előtt. A szobor felavatásánál több mint 40 000 ember gyűlt össze. A szobor felirata: „Az ulsteri lojalistáktól szeretük és elismerésük jeleként”. Ez volt az utolsó alkalom, hogy Belfastba utazott.
1935. október 22-én halt meg házában. Politikai szerepének elismeréseként a brit kormány állami tiszteletadás mellett temette el. Holttestét az HMS Broke hadihajó vitte vissza Belfastba, ahol hajógyári munkások ezrei tették le a munkát és hajtottak fejet az egyik legjelentősebb unionista politikus koporsója előtt.
A temetésre a belfasti Szt. Anna-katedrálisban került sor (máig Carson az egyetlen személy, akit itt temettek el). A temetés során mind a hat északír megyéből származó földet szórtak koporsójára.

## Galéria

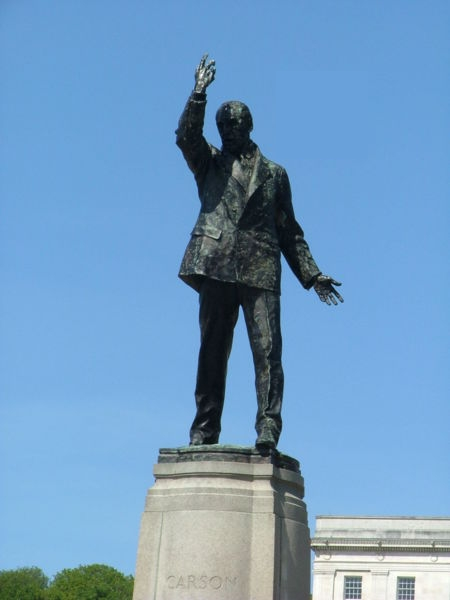
Szobra az északír parlament épülete előtt 1.
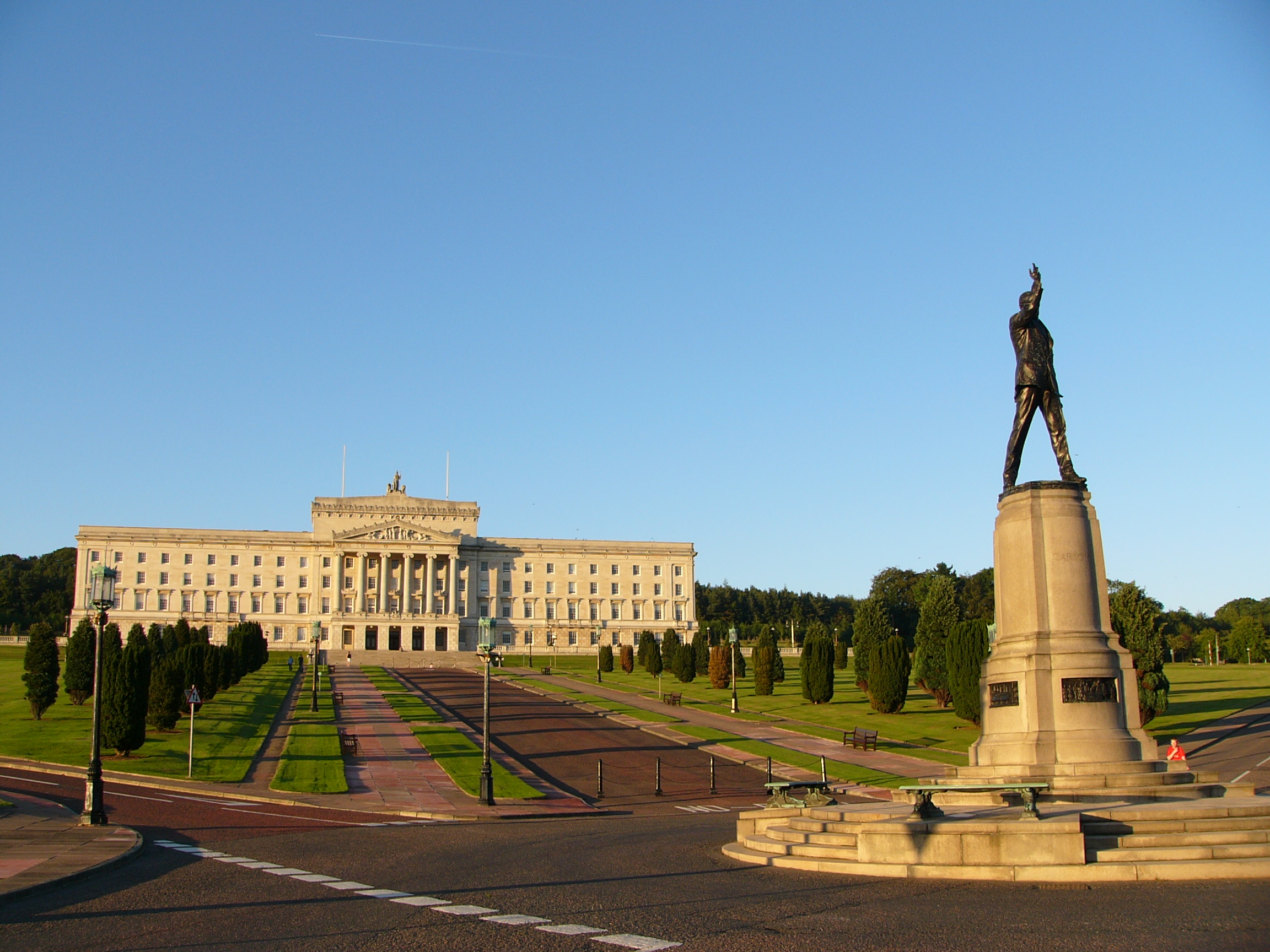
Szobra az északír parlament épülete előtt 2.
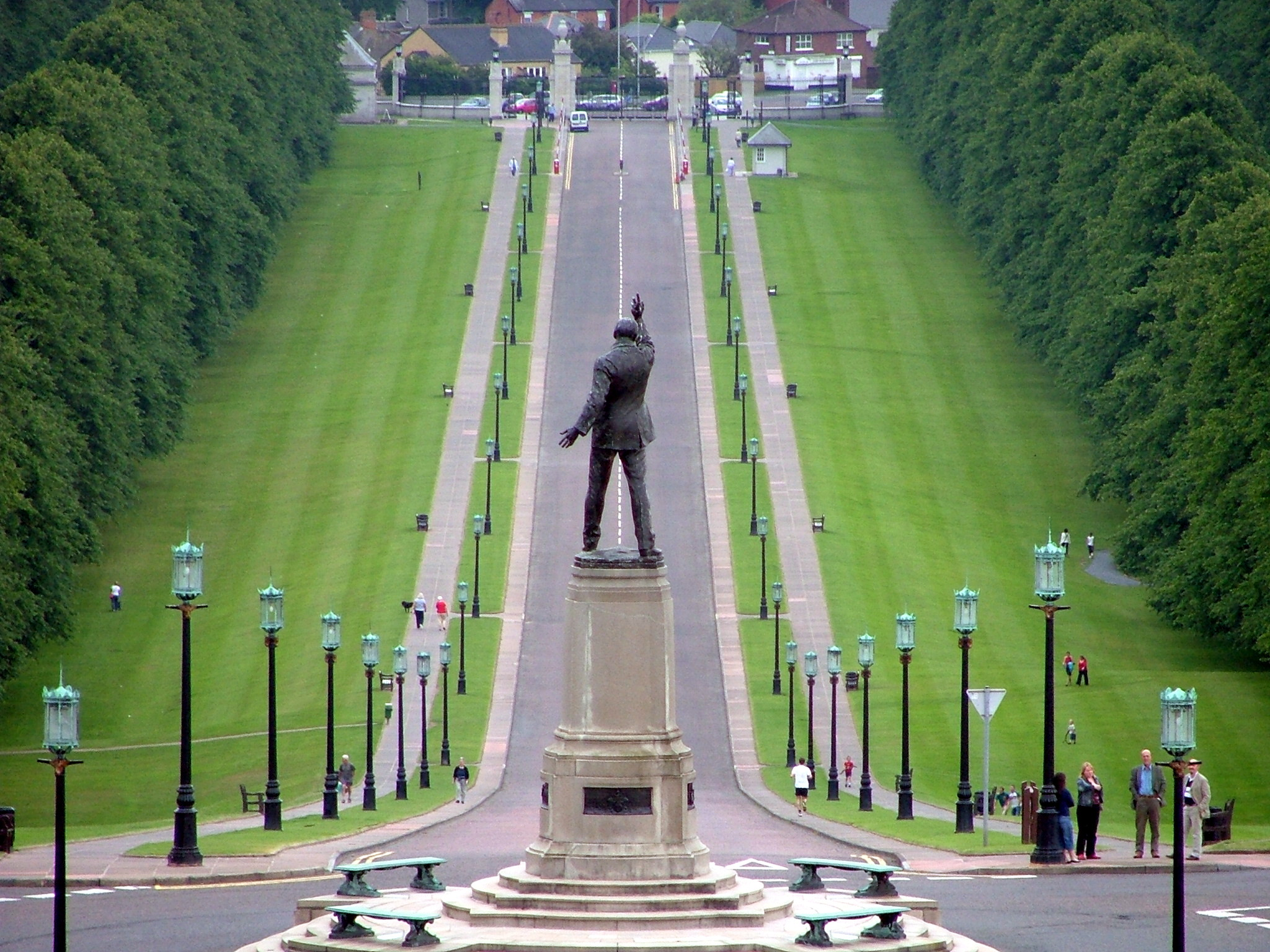
Szobra az északír parlament épülete előtt 3.
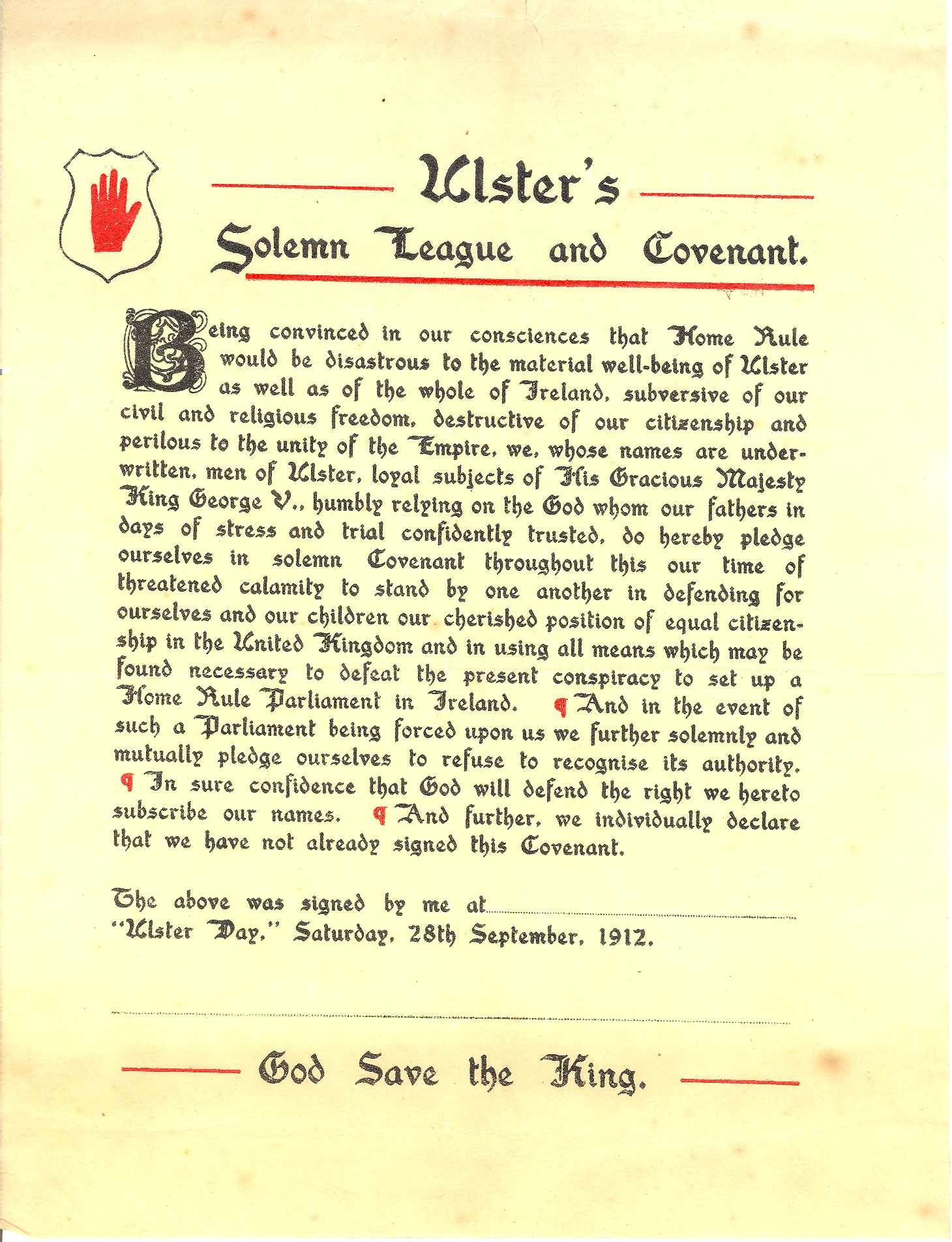
Az Ulsteri Egyezmény

## Fordítás
Ez a szócikk részben vagy egészben  az   Edward Carson, Baron Carson című angol Wikipédia-szócikk ezen változatának fordításán alapul.  Az eredeti cikk szerkesztőit annak laptörténete sorolja fel. Ez a jelzés csupán a megfogalmazás eredetét és a szerzői jogokat jelzi, nem szolgál a cikkben szereplő információk forrásmegjelöléseként.

## Külső hivatkozások
- Edward Carsonra vonatkozó archív iratok a brit National Register of Archives-ban
- Sir Edward Carson szemlét tart az U.V.F önkéntesei felett, 1913